# Жев

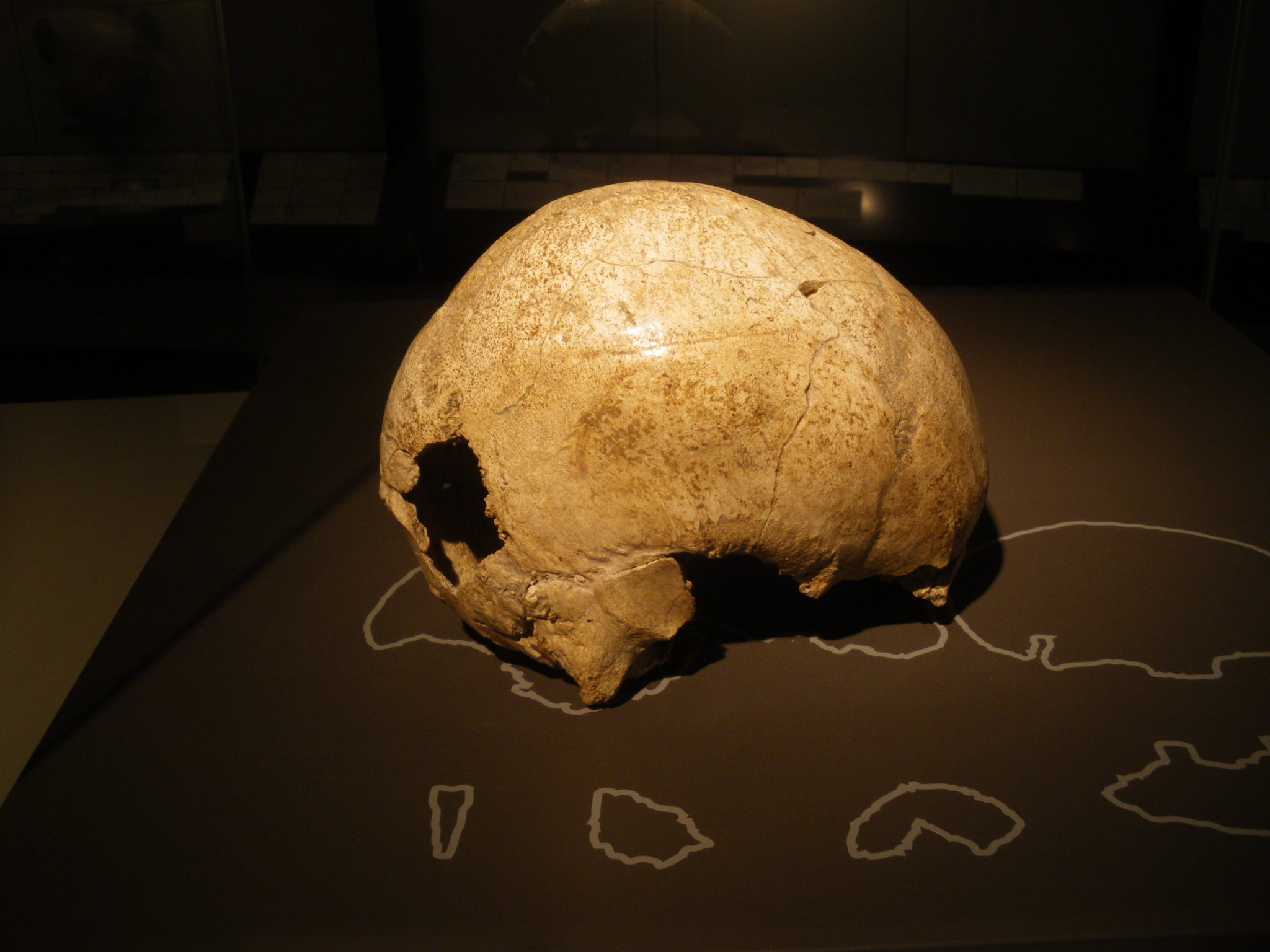
Череп Homo sapiens Engis 1

Жев (фр. Gesves, валлон. Djeve) — коммуна в Валлонии, расположенная в провинции Намюр, округ Намюр. Принадлежит Французскому языковому сообществу Бельгии. На площади 64,92 км² проживают 6321 человек (плотность населения — 97 чел./км²), из которых 49,50 % — мужчины и 50,50 % — женщины. Средний годовой доход на душу населения в 2003 году составлял 12 220 евро.
Почтовый код: 5340. Телефонный код: 083.

## Археология

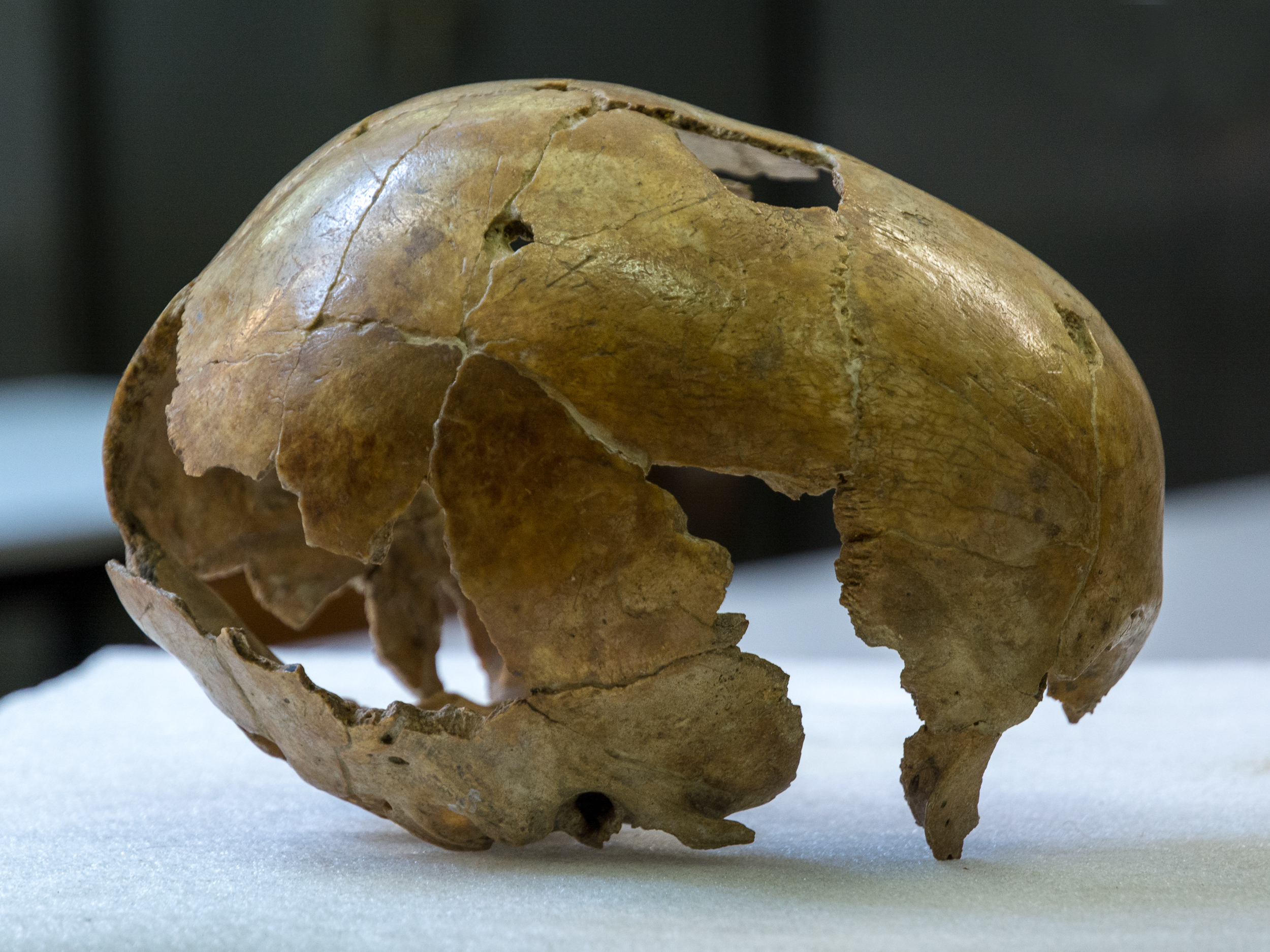
Череп неандертальца Engis 2

- 45—40 тысяч лет назад в пещере Гойе обитали неандертальцы-каннибалы. Изучение митохондриальной ДНК неандертальцев из Гойе показало и близкое родство с другими европейскими неандертальцами[1][2].
- В коммуне Жев, недалеко от деревни Гойе, в пещере Гойе (fr:Grottes de Goyet) был найден череп предположительно[3] домашней «палеолитической» собаки (en:Paleolithic dog) возрастом 31,7—36,5 тысяч лет[4][5][6][7][8].
- У Homo sapiens, живших в пещере Гойе около 35 тысяч лет назад, были определены митохондриальные гаплогруппы pre-U2e, U5, U8a и M[9] и Y-хромосомная гаплогруппа C1a[10].